# Плаксино (Лотошинский район)
Плаксино — деревня в Лотошинском районе Московской области России.
Относится к Ошейкинскому сельскому поселению, до реформы 2006 года относилась к Кировскому сельскому округу.

## География
Расположена на правом берегу реки Озёрни, впадающей в Ламу, примерно в 12 км к востоку от районного центра — посёлка городского типа Лотошино, на ответвлении автодороги Р107 Клин — Лотошино. Ближайшие населённые пункты — деревни Бренево и Чекчино.

## Исторические сведения
До 1929 года входила в состав Ошейкинской волости 2-го стана Волоколамского уезда Московской губернии.
По сведениям 1859 года в деревне было 27 дворов, проживало 239 человек (123 мужчины и 116 женщин), по данным на 1890 год число душ мужского пола составляло 18.
По материалам Всесоюзной переписи населения 1926 года проживало 494 человека (229 мужчин, 265 женщин), насчитывалось 95 крестьянских хозяйств, располагался сельсовет.
В Плаксино находится братская могила советских воинов, погибших в бою у деревни во время Великой Отечественной войны 1941—1945 гг.

## Население
| 1852 | 1859 | 1926 | 2002 | 2006 | 2010 |
| ---- | ---- | ---- | ---- | ---- | ---- |
| 208  | ↗239 | ↗494 | ↘2   | →2   | →2   |